# Edgar Maalouf
Edgar (Edgard) Fuad Maalouf (ur. 21 marca 1934, zm. 28 grudnia 2018) – grekokatolik, były generał libański, polityk. W latach 1988–1990 był ministrem kilku resortów (finansów, zdrowia, przemysłu i ropy, turystyki, robót publicznych i pracy). Po upadku rządu gen. Michela Aouna przebywał na emigracji w Europie. W 2005 i 2009 r. wybrany deputowanym libańskiego Zgromadzenia Narodowego z dystryktu Al-Matin, członek parlamentarnego Bloku Zmian i Reform.